# مزرعة عرب (إقليد)
مزرعة عرب (بالفارسية: مزرعه عرب) هي قرية تقع في البلدة المركزية في إيران.